# Eryngium vaseyi
Eryngium vaseyi är en flockblommig växtart som beskrevs av John Merle Coulter och Joseph Nelson Rose. Eryngium vaseyi ingår i släktet martornar, och familjen flockblommiga växter.

## Underarter
Arten delas in i följande underarter:
- E. v. castrense
- E. v. globosum